# Nikolaus Hut
Nikolaus Hut (bl. 1348–1383) war 1348–1355 Domherr zu Lübeck und 1355–1374 zu Schwerin.

## Leben
Nikolaus Hut stammt aus einer Lüneburger Ratsherrenfamilie, sein Bruder war der Osnabrücker Bischof Johann II. Hut (1349–1366).
Am 29. April 1348 als baccalaureus in legibus erwähnt, wurde er am 4. April 1348 als Geistlicher der Diözese zu Verden genannt. Am 4. Juni desselben Jahres verlor Hut den Prozess um eine Dompräbende zu Lübeck, ist aber vom 23. Juni 1348 bis zum 17. September 1355 als Domherr zu Lübeck belegt.
Ebenfalls vom 29. April 1348 an hatte er eine Provision mit Kanonikat und Präbende zu Schwerin, vom 2. Juni 1355 bis zum 8. Februar 1374 war er dort als Domherr nachweisbar. Als Schweriner Domherr wurde er am 3. Juli 1359 vom Papst Innozenz VI. als päpstlicher Richter im Streit zwischen dem Lübecker Heilig-Geist-Hospital und dem Rat von Greifswald bestellt.
1363 leistete Nikolaus Hut für seine Schweriner und seine anderen Pfründen Annatenzahlungen an die päpstliche Kammer.
1369 erhielt er einen Dispens von der Residenzpflicht im Domkapitel Schwerin.
Eine für das Kollegiatstift Kolberg bestehende Provision wurde am 23. Juni 1348 erneuert und am 4. März 1355 erfolgte die Resignation der Pfründe zu Kolberg.
Am 2. Juni 1355 wurden ihm ein Kanonikat, eine Präbende und die Propstei zu Hildesheim verliehen und als Propst von Hildesheim ist er bis zum 19. Februar 1371 nachweisbar. Sein Nachfolger wurde erst 1383 benannt. Ab 2. Juni 1355 besaß er auch noch eine Domherrenstelle in Verden und das Archidiakonat in Bevensen, auf die er nach Erhalt der Hildesheimer Propstei aber verzichtete.
Vom 7. Oktober 1355 bis zum 27. April 1377 bekam er mehrmals für drei Jahre päpstliche Konservertoren als Beistand und Bewahrer seines Vermögens gestellt, das endlich am 30. Juli 1383 geordnet wurde. Daraufhin trat er in den Kartäuserorden ein.